# Lista de prefeitos de São José de Ubá
Esta é a lista de prefeitos do município de São José de Ubá, estado brasileiro do Rio de Janeiro.
| N° | Prefeito                     | Imagem                | Partido                                          | Início do mandato      | Fim do mandato                          | Observações                             |
| -- | ---------------------------- | --------------------- | ------------------------------------------------ | ---------------------- | --------------------------------------- | --------------------------------------- |
| 1  | Josely Ferreira de Siqueira  |                       | Partido Progressista Brasileiro PPB              | 1° de janeiro de 1997  | 31 de dezembro de 2000                  | Prefeito eleito em sufrágio universal   |
| 1  | Josely Ferreira de Siqueira  | 1° de janeiro de 2001 | Partido Progressista Brasileiro PPB              | 31 de dezembro de 2004 | Prefeito reeleito em sufrágio universal |                                         |
| 2  | José Hylen Gomes Ney         |                       | Partido do Movimento Democrático Brasileiro PMDB | 1° de janeiro de 2005  | 31 de dezembro de 2008                  | Prefeito eleito em sufrágio universal   |
| 2  | José Hylen Gomes Ney         | 1° de janeiro de 2009 | Partido do Movimento Democrático Brasileiro PMDB | 31 de dezembro de 2012 | Prefeito reeleito em sufrágio universal |                                         |
| 3  | Gean Marcos Pereira da Silva |                       | Partido do Movimento Democrático Brasileiro PMDB | 1° de janeiro de 2013  | 31 de dezembro de 2016                  | Prefeito eleito em sufrágio universal   |
| 4  | Marcionilio Botelho Moreira  |                       | Solidariedade SDD                                | 1° de janeiro de 2017  | 31 de dezembro de 2020                  | Prefeito reeleito em sufrágio universal |
| 5  | Gean Marcos Pereira da Silva |                       | Movimento Democrático Brasileiro MDB             | 1° de janeiro de 2021  | 31 de dezembro de 2024                  | Prefeito reeleito em sufrágio universal |
| 5  | Gean Marcos Pereira da Silva | 1° de janeiro de 2025 | Movimento Democrático Brasileiro MDB             | Atualidade             | Prefeito reeleito em sufrágio universal |                                         |